# François Truffaut

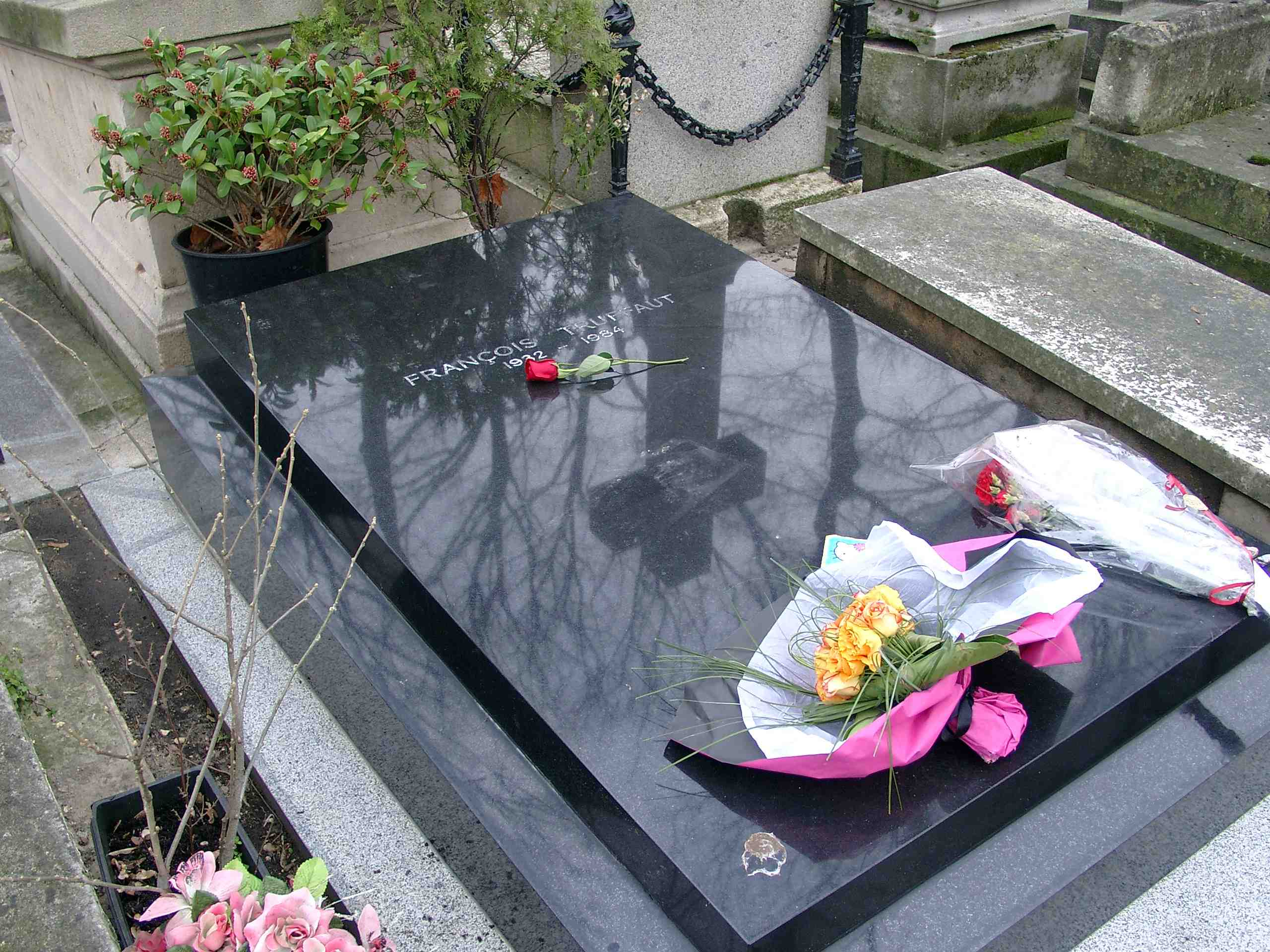
Grób François Truffauta

François Truffaut (ur. 6 lutego 1932 w Paryżu, zm. 21 października 1984 w Neuilly-sur-Seine) – francuski reżyser, scenarzysta, aktor i producent filmowy.

## Życiorys
Był jednym z prekursorów francuskiej Nowej Fali. Znany jest też ze swojej działalności dziennikarskiej jako krytyk „Cahiers du Cinéma” oraz jako autor wywiadu-rzeki z Alfredem Hitchcockiem pt. Hitchcock/Truffaut. 
Jako aktor wystąpił w kilku własnych filmach, a także m.in. w filmie Bliskie spotkania trzeciego stopnia (1977) Stevena Spielberga. 
Do jego najbardziej znanych filmów należą: autobiograficzne Czterysta batów (1959), Jules i Jim (1962) oraz ekranizacja powieści Raya Bradbury'ego pt. Fahrenheit 451 (1966).
Zasiadał w jury konkursu głównego na 15. MFF w Cannes (1962).  
Zmarł 21 października 1984 na nowotwór mózgu, który zdiagnozowano u niego rok wcześniej.

## Filmografia
- 1983: Byle do niedzieli (Vivement dimanche!, wystąpili: Fanny Ardant, Jean-Louis Trintignant)
- 1981: Kobieta z sąsiedztwa (La Femme d’à côté, wystąpili: Fanny Ardant, Gérard Depardieu)
- 1980: Ostatnie metro (Le Dernier métro, wystąpili: Catherine Deneuve, Gérard Depardieu)
- 1979: Uciekająca miłość (L’amour en fuite) wystąpili: Jean-Pierre Léaud, Claude Jade)
- 1978: Zielony pokój (La Chambre verte wystąpili: François Truffaut, Nathalie Baye)
- 1977: Bliskie spotkania trzeciego stopnia
- 1977: Mężczyzna, który kochał kobiety (L’homme qui aimait les femmes, wystąpili: Charles Denner, Brigitte Fossey)
- 1976: Kieszonkowe (L’Argent de poche)
- 1975: Miłość Adeli H. (L’Histoire d'Adèle H., z udziałem Isabelle Adjani)
- 1973: Noc amerykańska (La Nuit américaine wystąpili: Jean-Pierre Léaud, Jacqueline Bisset)
- 1972: Taka ładna dziewczyna (Une belle fille comme moi z udziałem Bernadette Lafont)
- 1971: Dwie Angielki i kontynent (Les Deux Anglaises et le Continent)
- 1970: Małżeństwo (Domicile conjugal, wystąpili: Claude Jade, Jean-Pierre Léaud)
- 1970: Dzikie dziecko (L’Enfant sauvage)
- 1969: Syrena z Missisipi (La Sirène du Mississippi wystąpili: Catherine Deneuve, Jean-Paul Belmondo)
- 1968: Skradzione pocałunki (Baisers volés, wystąpili: Jean-Pierre Léaud, Claude Jade)
- 1968: Panna młoda w żałobie (La mariée était en noir, wystąpili: Jeanne Moreau, Charles Denner)
- 1966: Fahrenheit 451 (z udziałem Julie Christie)
- 1964: Gładka skóra (La peau douce, z udziałem Françoise Dorléac)
- 1962: Miłość dwudziestolatków (L’Amour à vingt ans)
- 1961: Jules i Jim (Jules et Jim z udziałem Jeanne Moreau)
- 1960: Tire au flanc
- 1960: Strzelajcie do pianisty (Tirez sur le pianiste, wystąpił Charles Aznavour)
- 1959: Czterysta batów (Les quatre cents coups, wystąpił Jean-Pierre Léaud)
- 1958: Łobuzy (Les mistons)
- 1955: Odwiedziny (Une visite)

## Nagrody
- Cezar za film Ostatnie metro (najlepszy film, najlepszy reżyser, najlepszy scenariusz oryginalny lub adaptowany) – 1981[5]
- Nagroda BAFTA za film Noc amerykańska (najlepszy reżyser) – 1974[6]
- Nagroda na MFF w Cannes  za film Bezustanne tarapaty (najlepszy reżyser) – 1959[7]